# Holoadeninae
Holoadeninae es un clado de anfibios anuros de la familia Craugastoridae. Sus 142 especies se distribuyen por Sudamérica.

## Taxonomía
Se reconocen los siguientes 12 géneros:
- Barycholos Heyer, 1969 (2 especies)
- Bryophryne Hedges, Duellman & Heinicke, 2008 (13 especies)
- Euparkerella Griffiths, 1959 (5 especies)
- Holoaden Miranda-Ribeiro, 1920 (4 especies) (tipo)
- Hypodactylus Hedges, Duellman & Heinicke, 2008 (12 especies)
- Lynchius Hedges, Duellman & Heinicke, 2008 (6 especies)
- Microkayla De la Riva, Chaparro, Castroviejo-Fisher & Padial, 2017 (24 especies)
- Niceforonia Goin & Cochran, 1963 (3 especies)
- Noblella Barbour, 1930 (12 especies)
- Oreobates Jiménez de la Espada, 1872 (24 especies)
- Phrynopus Peters, 1873 (34 especies)
- Psychrophrynella Hedges, Duellman & Heinicke, 2008 (3 especies)